# Ратген, Фридрих
Фри́дрих Вильге́льм Ра́тген (нем. Friedrich Wilhelm Rathgen; 2 июня 1862, Эккернфёрде — 19 ноября 1942, Берлин) — немецкий химик, первый директор химической лаборатории Королевских музеев Берлина.

## Биография
Фридрих Ратген, сын купца Карла Ратгена, учился в частной школе, затем с 1871 года посещал реальную гимназию в Любеке. В 1881 году получил аттестат зрелости, затем учился в Гёттингенском, Берлинском и Марбургском университетах и завершил обучение в 1886 году. Устные экзамены в аспирантуру сдал в конце 1885 года Максу Бауэру (минералогия), Теодору Цинке (химия), Францу Мельде (физика) и Юлиусу Бергману (философия), защита диссертации состоялась 30 июня 1886 года.
Ратген собирался служить в армии, но получил отказ по состоянию здоровья и поступил на работу в Берлине приват-ассистентом Ганса Генриха Ландольта, в качестве стажёра, без заработной платы. Вскоре получил полноценную ставку ассистента с правом читать лекции.
В 1888 году Ратген, уже получивший известность своими работами в области консервации, анализа и исследований исторических объектов и музейных экспонатов, в возрасте 26 лет возглавил химическую лабораторию Королевских музеев. На этой работе он оставался до выхода на пенсию в 1927 году.
Научно-исследовательская лаборатория имени Ратгена, занимающееся археометрическими исследованиями, — федеральное научное учреждение Государственных музеев Берлина и Фонда прусского культурного наследия и носит имя своего первого директора.

## Сочинения
- Die Konservierung von Altertumsfunden : mit Berücksichtigung ethnographischer und kunstgewerblicher Sammlungsgegenstände (1926)
- Die Pflege öffentlicher Standbilder (1926)
- Verwitterung und Erhaltung von Werksteinen : Beiträge z. Frage d. Steinschutzmittel (1934)
- Merkblatt für Steinschutz (1939)